# 石碌镇
石碌镇，是中华人民共和国海南省昌江黎族自治县下辖的一个乡镇级行政单位。

## 行政区划
石碌镇下辖以下地区：
石碌社区、水头村、牙营村、鸡心村、保梅村、孔车村、保突村、片石村、尖岭村、香岭村、山竹沟村、水富村、东风路社区、人民北路第一社区、人民北路第二社区、人民南路社区、昌江华盛天涯水泥厂社区、华润水泥（昌江）有限公司社区、昌江糖业有限责任公司社区、九三四地质队社区和火车站社区。